# Spartan (film)
Spartan is een Amerikaanse thrillerfilm die werd geregisseerd door David Mamet. De film werd voor het eerst getoond op 31 januari 2004 tijdens het Bangkok International Film Festival en ging op 12 maart van dat jaar in première.

## Verhaal
Wanneer Laura Newton, de dochter van de president van de Verenigde Staten, wordt ontvoerd, wordt de commando Robert Scott op pad gestuurd om haar te vinden. Het spoor leidt via vrouwenhandelaars naar Dubai. Het blijkt echter al snel dat Laura helemaal niet gevonden dient te worden.

## Cast
- Val Kilmer als Robert Scott
- Derek Luke als Curtis
- Tia Texada als Sergeant Jackie Black
- Kristen Bell als Laura Newton
- Johnny Messner als Grace
- Ed O'Neill als Robert Burch
- William H. Macy als Stoddard
- Clark Gregg als Miller
- Natalia Nogulich als Nadya Tellich
- Moshe Ivgy als Avi
- Kick Gurry als Jones